# Pallavolo ai Giochi della XXXII Olimpiade - Qualificazioni al torneo femminile (CAVB)
Le qualificazioni africane di pallavolo femminile ai Giochi della XXXII Olimpiade si sono svolte dal 5 al 9 gennaio 2020 a Yaoundé, in Camerun: al torneo hanno partecipato cinque squadre nazionali africane e una si è qualificata per i Giochi della XXXII Olimpiade.

## Impianti
|                                                                                              |  |  |
|                                                                                              |  |  |
| Palais Polyvalent des Sports de Yaoundé Città: Yaoundé Capienza: 5 263 Anno d'apertura: 2009 |  |  |

## Regolamento

### Formula
Le squadre hanno disputato un'unica fase con formula del girone all'italiana: la prima classificata si è qualificata per i Giochi della XXXII Olimpiade.

### Criteri di classifica
Se il risultato finale è stato di 3-0 o 3-1 sono stati assegnati 3 punti alla squadra vincente e 0 a quella sconfitta, se il risultato finale è stato di 3-2 sono stati assegnati 2 punti alla squadra vincente e 1 a quella sconfitta.
L'ordine del posizionamento in classifica è stato definito in base a:
- Numero di partite vinte;
- Punti;
- Ratio dei set vinti/persi;
- Ratio dei punti realizzati/subiti;
- Risultati degli scontri diretti.

## Squadre partecipanti
- Botswana
- Camerun
- Egitto
- Kenya
- Nigeria

## Torneo

### Risultati
| 5 gennaio 2020 Palais des Sports de Yaoundé, Yaoundé Durata: 1h:54 - Spettatori: 1 200 | Kenya    | 3 - 1 | Egitto   | 23-25, 25-15, 25-21, 25-22        |
| 5 gennaio 2020 Palais des Sports de Yaoundé, Yaoundé Durata: 1h:11 - Spettatori: 2 000 | Botswana | 0 - 3 | Camerun  | 17-25, 4-25, 25-27                |
| 6 gennaio 2020 Palais des Sports de Yaoundé, Yaoundé Durata: 1h:13 - Spettatori: 200   | Botswana | 0 - 3 | Kenya    | 17-25, 19-25, 18-25               |
| 6 gennaio 2020 Palais des Sports de Yaoundé, Yaoundé Durata: 0h:58 - Spettatori: 2 500 | Nigeria  | 0 - 3 | Camerun  | 12-25, 10-25, 8-25                |
| 7 gennaio 2020 Palais des Sports de Yaoundé, Yaoundé Durata: 1h:05 - Spettatori: 400   | Nigeria  | 0 - 3 | Egitto   | 11-25, 12-25, 13-25               |
| 7 gennaio 2020 Palais des Sports de Yaoundé, Yaoundé Durata: 2h:22 - Spettatori: 3 500 | Camerun  | 2 - 3 | Kenya    | 16-25, 25-23, 21-25, 25-23, 11-15 |
| 8 gennaio 2020 Palais des Sports de Yaoundé, Yaoundé Durata: 1h:41 - Spettatori: 200   | Botswana | 1 - 3 | Nigeria  | 18-25, 25-20, 20-25, 23-25        |
| 8 gennaio 2020 Palais des Sports de Yaoundé, Yaoundé Durata: 1h:26 - Spettatori: 900   | Egitto   | 0 - 3 | Camerun  | 19-25, 22-25, 17-25               |
| 9 gennaio 2020 Palais des Sports de Yaoundé, Yaoundé Durata: 1h:15 - Spettatori: 200   | Nigeria  | 0 - 3 | Kenya    | 15-25, 21-25, 12-25               |
| 9 gennaio 2020 Palais des Sports de Yaoundé, Yaoundé Durata: 1h:01 - Spettatori: 200   | Egitto   | 3 - 0 | Botswana | 25-11, 25-14, 25-18               |

### Classifica
| Pos | Squadra  | Pt | G | V | P | SV | SP | Ratio | PF  | PS  | Ratio |
| --- | -------- | -- | - | - | - | -- | -- | ----- | --- | --- | ----- |
| 1.  | Kenya    | 11 | 4 | 4 | 0 | 12 | 3  | 4,000 | 359 | 283 | 1,268 |
| 2.  | Camerun  | 10 | 4 | 3 | 1 | 11 | 3  | 3,666 | 325 | 245 | 1,326 |
| 3.  | Egitto   | 6  | 4 | 2 | 2 | 7  | 6  | 1,166 | 291 | 252 | 1,154 |
| 4.  | Nigeria  | 3  | 4 | 1 | 3 | 3  | 10 | 0,300 | 209 | 311 | 0,672 |
| 5.  | Botswana | 0  | 4 | 0 | 4 | 1  | 12 | 0,083 | 229 | 322 | 0,711 |

## Classifica finale
| Pos | Squadra  | Qualificazione               |
| --- | -------- | ---------------------------- |
|     | Kenya    | Giochi della XXXII Olimpiade |
|     | Camerun  |                              |
|     | Egitto   |                              |
| 4   | Nigeria  |                              |
| 5   | Botswana |                              |